# Carl Ernst Christoph Hess

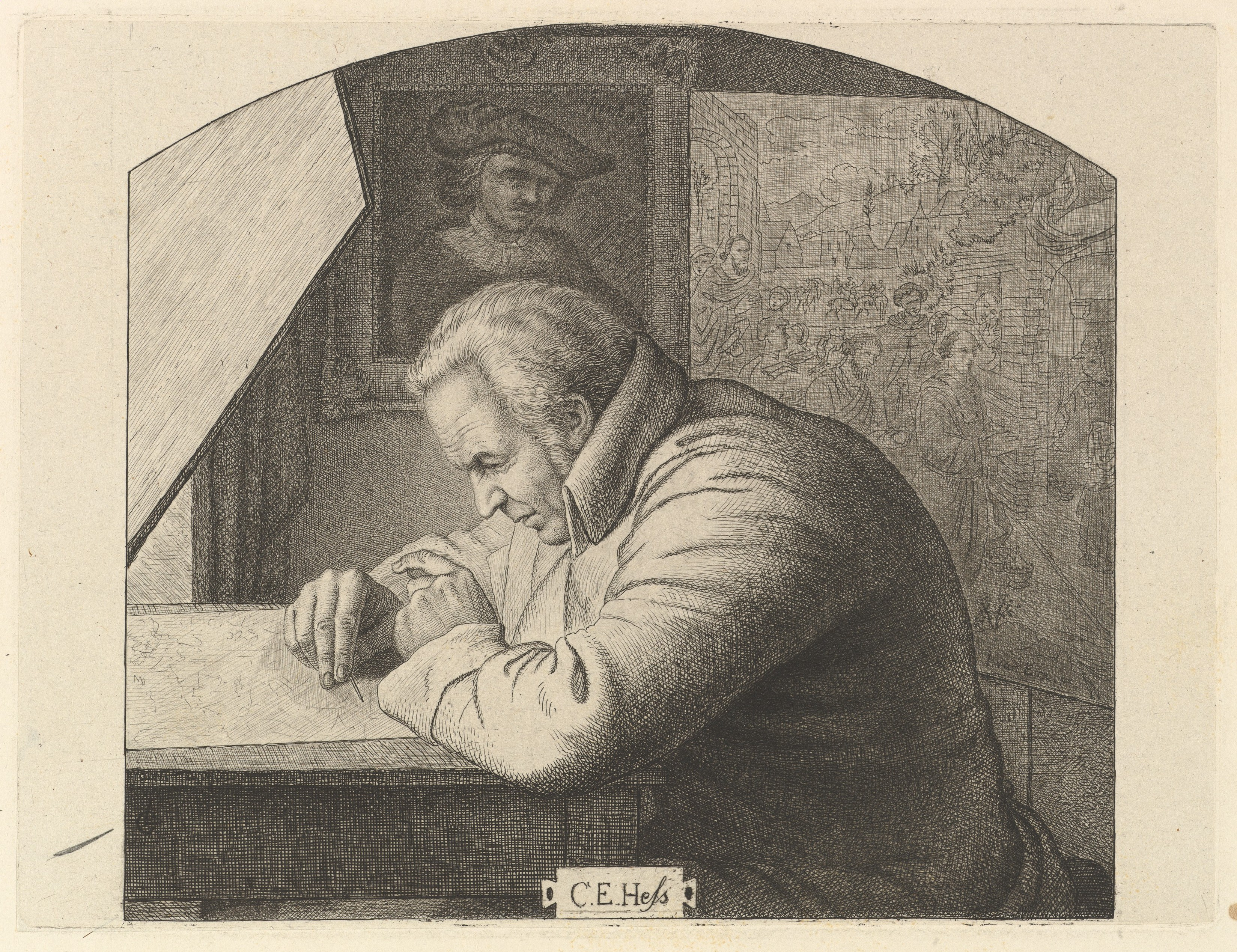
Carl Ernst Christoph Hess

Carl Ernst Christoph Hess, auch Carl Ernst Heß (* 22. Januar 1755 in Darmstadt; † 25. Juli 1828 in München), war Kupferstecher und Maler.

## Herkunft
Seine Eltern waren der Hofinstrumentenmachers Johann Heinrich Hess (1712–1768) in Darmstadt und dessen Ehefrau Sabine Christine Roeder.

## Leben
Nach dem frühen Tod seines Vaters kam er zu einem Schwertfeger in Straßburg in die Lehre. Dort hatte er schlechte Bedingungen, und schon bald holte ihn seine Tante Maria Magdalena Hess zu sich. Sie war in Mannheim mit dem Kurpfälzer Hofmedailleur, Goldziseleur und Maler Jacob Hohleisen verheiratet. Dort ging Hess nun in die Lehre und lernte Ziseleur und Medailleur. Durch eine von ihm gestochene Jagdscene auf einem Hirschfänger, fiel er dem Kurfürsten Maximilian von Bayern auf. Er kam auf die Kunstschule und hatte Zugang zur Sammlung in Mannheim. Seine Talente wurden auch von dem Akademiedirektor Lambert Krahe erkannt, der ihn weiter förderte. Seit 1776 widmete er sich in Augsburg der Kupferstecherkunst und ging 1777 nach Düsseldorf, um an dem von Peter Joseph Krahe begonnenen großen Galeriewerk zu arbeiten. 1780 wurde er in die Akademie aufgenommen und 1782 zum Hofkupferstecher und Professor der Akademie ernannt. 1783 ging er nach München und von hier 1787 zu einem vierjährigen Aufenthalt nach Italien, wo er in Neapel und Rom Kunststudien machte. Dort traf er zahlreiche Größen seiner Zeit wie Johann Wolfgang von Goethe, Johann Gottfried Herder, Aloys Hirt sowie Schlegel.
Kaum nach München zurückgekehrt, heiratete er 1791 Marie Lambertine, die Tochter seines Akademiedirektors. Angesichts des Ersten Koalitionskrieges verließ das Paar Düsseldorf für einige Jahre, bevor er mit Francesco Bartolozzi wieder an dem großen Galeriewerk arbeitete. Hess war häufig Gast auf dem Landgut Pempelfort bei Friedrich Heinrich Jacobi, wo er die Gelegenheit hatte, wo er sich eine gute wissenschaftliche Bildung aneignete. 1806 wurde der Großteil der Sammlung der Düsseldorfer Galerie durch den Kurfürsten Maximilian I. Joseph nach München verlegt, der auch den Künstler Hess nachholte.
Er lieferte in der punktierten Manier mehrere ausgezeichnete Blätter, zum Beispiel den Marktschreier nach Gerard Dou, die Himmelfahrt der Maria nach Guido Reni, das Porträt von Rubens und seiner Gattin.
Treffliche Blätter größeren Umfangs sind noch eine heilige Familie nach Raffael und das Jüngste Gericht nach Rubens. 1806 siedelte Hess mit der Sammlung der Düsseldorfer Galerie nach München über. Hier vollendete er unter anderem einen hl. Hieronymus nach Jacopo Palma, die heiligen drei Könige nach Jan van Eyck und das Bild des Königs Maximilian nach Stieler.
Carl Hess starb 1828 im Alter von 73 Jahren in München.
Die in Münchens Stadtbezirk Maxvorstadt liegende Heßstraße wurde nach seinen Söhnen Peter von Hess und Heinrich Maria von Hess benannt.

## Grabstätte

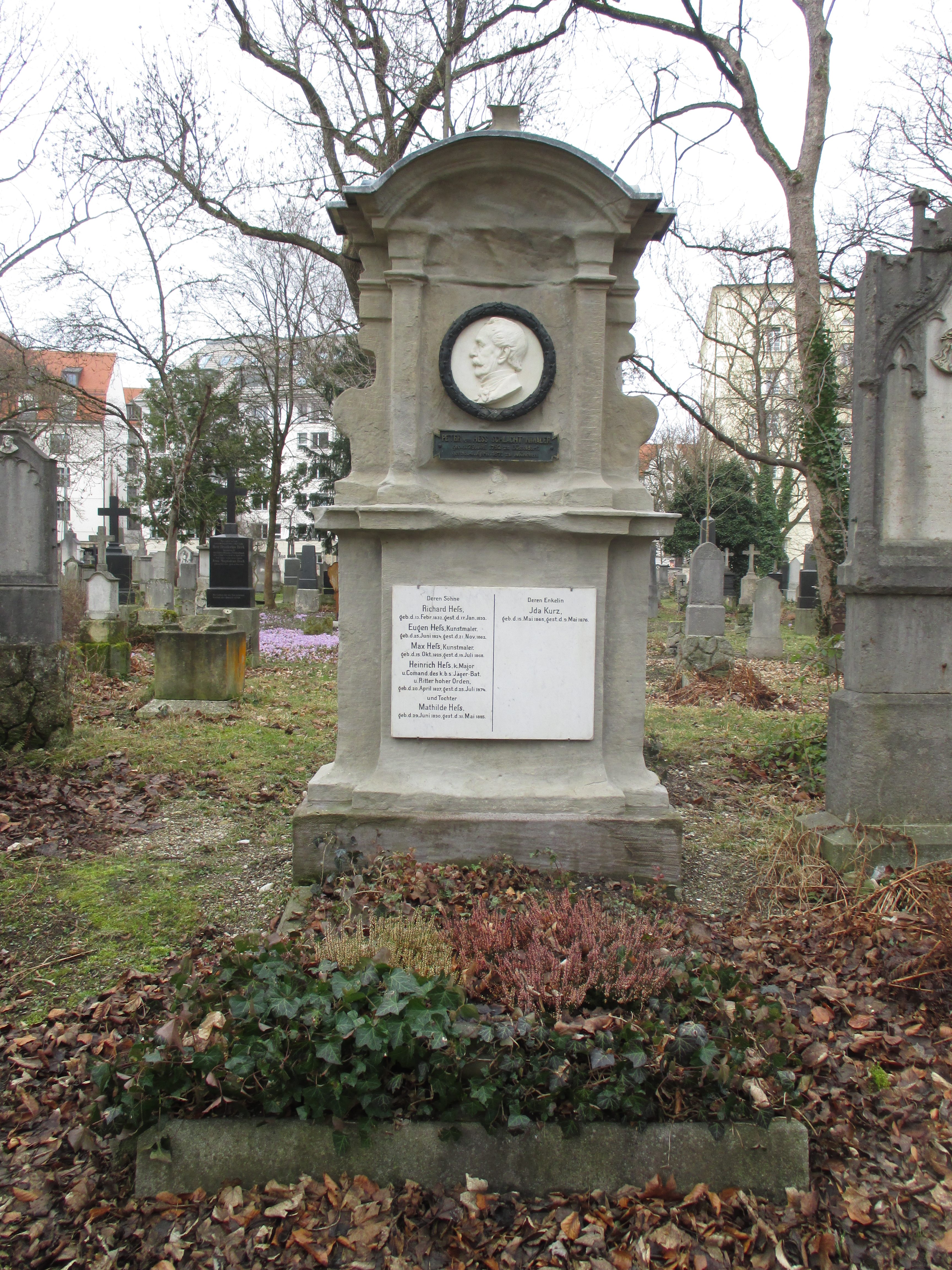
Grab von Carl Hess auf dem Alten Südlichen Friedhof in München

Die Grabstätte von Carl Hess befindet sich auf dem Alten Südlichen Friedhof in München (Gräberfeld 13 – Reihe 1 – Platz 51) Standort.

## Familie
Hess heiratete 1791 Marie Lambertine Katharine Krahe, eine Tochter des Malers und Galeriedirektors Lambert Krahe (1712–1790). Das Paar hatte mehrere Kinder, darunter:
- Peter (* 29. Juli 1792; † 4. April 1871), Maler ⚭ Franziska Gail (* 4. September 1802; † 1. Oktober 1876)
- Franz (* 27. Juni 1795; † 7. Oktober 1819), Maler
- Katharina (* 27. Dezember 1796; † 9. Dezember 1832) ⚭ 1822 Friedrich von Gärtner (1791–1847)
- Heinrich (* 19. April 1798; † 29. März 1863) ⚭ Antoinette von Langlois (* 13. November 1811; † 16. April 1892)
- Carl (* 11. August 1802; † 10. November 1874), Maler ⚭ Margarete von Bäumler (* 1792; † 20. November 1878)
- Lambertine (* 17. September 1804; † 14. März 1852) ⚭ 1834 Friedrich von Gärtner (1791–1847). Nachdem die Schwester Katharina als erste Ehefrau von Friedrich von Gärtner 1832 verstorben war, heiratete Friedrich von Gärtner 1834 die sechs Jahre jüngere Lambertine.

## Schüler
- Ludwig Emil Grimm

## Weitere Werke
- Porträt von König Maximilian I.[3]